# 天使が消えた街 (映画)
『天使が消えた街』（てんしがきえたまち、原題：The Face of an Angel）は、2014年制作のイギリス・イタリア・スペインの映画。
2007年にイタリア・ペルージャで起きたペルージャ英国人留学生殺害事件をモチーフにしたミステリ映画。マイケル・ウィンターボトム監督。

## あらすじ
2011年、イタリア・トスカーナ州シエーナ。この町で4年前に世間を騒がせた殺人事件が起きた。イギリス人留学生エリザベスが殺害され、ルームメイトのアメリカ人留学生ジェシカ・フラーとその恋人ら3人が逮捕され、一審で有罪判決を受けた。そして今、ジェシカの控訴審が始まろうとしていた。
そんな中、ロンドン在住の映画監督トーマス・ラングがシエーナにやって来た。彼は事件の映画化をオファーされ、そのリサーチのために来たのだった。トーマスは、アメリカ人女性ジャーナリストのシモーン・フォードの協力で映画化に向けたリサーチを進める。
だがやがて、トーマスはジェシカのセクシーな容姿や奔放な振る舞いをスキャンダラスに報道するメディアの姿勢と、センセーショナルな犯罪スリラーを作りたがるプロダクションの意向に疑問を持つようになる。そして、輝かしい未来を絶たれた被害者エリザベスとその遺族の立場に寄り添った作品を作ることを決意するのだった。

## キャスト
- トーマス・ラング：ダニエル・ブリュール
- シモーン・フォード：ケイト・ベッキンセイル
- メラニー：カーラ・デルヴィーニュ
- エドゥアルド：ヴァレリオ・マスタンドレア
- ジェシカ・フラー：ジュヌヴィエーヴ・ゴーント
- エイヴァ・エイカーズ
- ネイサン・スチュワート＝ジャレット